# インナー・サンクタム
『インナー・サンクタム』(Inner Sanctum)は、ペット・ショップ・ボーイズのライブ・アルバム。

## 概要
2018年に行われた「スーパー・ツアー」のロイヤル・オペラ・ハウス公演の模様を収録。

## 収録曲

### Disc1
1. インナー・サンクタム - Inner Sanctum
2. オポチュニティーズ - Opportunities (Let's Make Lots of Money)
3. メドレー ザ・ポップ・キッズ / イン・ザ・ナイト / バーン - The Pop Kids / In the Night / Burn
4. ラヴ・イズ・ア・ブルジョワ・コンストラクト - Love Is a Bourgeois Construct
5. ニューヨーク・シティ・ボーイ - New York City Boy
6. セ・ア・ヴィダ・エ〜幸せの合言葉 - Se a vida é (That's the Way Life Is)
7. ラヴ・カムズ・クイックリー - Love Comes Quickly
8. ラヴ・エトセトラ - Love etc.
9. メドレー ザ・ディクテイター・ディサイズ / インサイド・ア・ドリーム - The Dictator Decides / Inside a Dream
10. ウエスト・エンド・ガールズ - West End Girls

### Disc2
1. メドレー ホーム・アンド・ドライ / エニグマ - Home and Dry / The Enigma
2. メドレー ヴォーカル / ザ・ソドム・アンド・ゴモラ・ショー - Vocal / The Sodom and Gomorrah Show
3. 哀しみの天使 - It's a Sin
4. レフト・トゥ・マイ・オウン・ディヴァイセズ - Left to My Own Devices
5. メドレー　ハート / ゴー・ウエスト - Heart / Go West
6. ドミノ・ダンシング - Domino Dancing
7. オールウェイズ・オン・マイ・マインド - Always on My Mind
8. ザ・ポップ・キッズ（リプライズ）- The Pop Kids (Reprise)